# Myospila
Myospila is een geslacht van insecten uit de familie van de echte vliegen (Muscidae), die tot de orde tweevleugeligen (Diptera) behoort.

## Soorten
- M. alpina Hendel, 1901
- M. bimaculata (Macquart, 1834)
- M. meditabunda (Fabricius, 1781)